# Fedir Murawtschenko
Fedir Mychajlowytsch Murawtschenko (ukrainisch Федір Михайлович Муравченко, russisch Фёдор Михайлович Муравченко Fjodor Michailowitsch Murawtschenko; * 18. März 1929 im Dorf Saporoschje-Grudowatoje, Rajon Synelnykowe, Ukrainische SSR; † 8. Februar 2010 in Saporischschja, Ukraine) war ein sowjetisch-ukrainischer Luftfahrtingenieur.

## Leben
Murawtschenko war in der Familie das achte von neun Kindern und der jüngere der beiden Söhne. Während des Deutsch-Sowjetischen Kriegs lag das Dorf sechsmal im Frontgebiet und wurde bombardiert.
1954 schloss Murawtschenko das Studium am Charkower Luftfahrtinstitut als Ingenieur für Flugmotorenbau mit Auszeichnung ab. Darauf arbeitete er mit vielen seiner Kommilitonen in Saporosche in dem von Oleksandr Iwtschenko geleiteten Sonderkonstruktionsbüro des Werks Nr. 478 (ab 1966 Maschinenbau-Konstruktionsbüro Progress). In dieser Zeit wurden von den Kollektiven von Oleg Konstantinowitsch Antonow, Iwtschenko und Michail Leontjewitsch Mil Flugzeuge mit Leichtmotoren und Hubschrauber geschaffen. Für größere Flugapparate wurden Turboprop-Triebwerke und Turbowellenmotoren benötigt. Iwtschenko erhielt von der Regierung den Auftrag, ausgehend von dem Turboprop-Versuchstriebwerk TW-2 von Kusnezow ein leistungsfähigeres Triebwerk zu entwickeln, wofür Murawtschenko direkt eingebunden wurde. Die erfolgreiche Entwicklung in Konkurrenz mit den anderen Triebwerksentwicklungskonstruktionsbüros führte zum Triebwerk AI-20. Diese Entwicklung war Teil der Entwicklung des neuen Passagierflugzeugs Iljuschin Il-18, die mit dem Leninpreis 1960 ausgezeichnet wurde.
1959 wurde im Konstruktionsbüro eine Brigade für Starthilfsturbinen unter der Leitung Murawtschenkos aufgestellt. Murawtschenko entwickelte das erste sowjetische Turbostarter-Triebwerk mit spezieller Brennkammer, das das bisherige schwierige und sperrige elektrische System für das Starten von Strahltriebwerken ersetzte. Als führender Konstrukteur realisierte er Iwtschenkos Idee, modifizierte Flugzeug-Strahltriebwerke für Anwendungen auf dem Boden einzusetzen. So gab es bald Gasturbinenantriebe in der Energietechnik in der Erdgas- und Erdölförderung und in der Brandbekämpfung.
1967 leitete Murawtschenko als Vizechefkonstrukteur die Entwicklung des ersten sowjetischen Turbofan-Triebwerks D-36 für das Verkehrsflugzeug Jak-42. Anfang der 1970er Jahre schlug er vor, ausgehend vom D-36 ein Triebwerk für Hubschrauber zu entwickeln. Dies führte zum Triebwerk D-136, mit dem 1979 der weltweit größte Hubschrauber Mi-26 aufstieg. Diese Entwicklung wurde mit dem Staatspreis der UdSSR 1984 ausgezeichnet. Die weitere Entwicklung führte zum Triebwerk D-18T für die An-124, mit dem die An-124 im Dezember 1982 erstmals flog. Diese Entwicklung wurde mit dem Staatspreis der Ukrainischen SSR im Bereich Wissenschaft und Technik 1994 ausgezeichnet.
1989 wurde Murawtschenko Leiter und Generalkonstrukteur des Konstruktionsbüros Progress und 2007 Vorstandsvorsitzender der Nachfolgegesellschaft NWO O. Iwtschenko. Er wurde 1990 zum Kandidaten und 1991 zum Doktor der technischen Wissenschaften promoviert, worauf 1999 die Ernennung zum Professor folgte.
Eingesetzt wurden die unter Murawtschenkos Leitung mit seiner direkten Beteiligung entstandenen Triebwerke in den Flugzeugen Jak-42, Jak-130, An-70, An-72, An-74, An-74TK-300, An-124, An-140, An-148, An-225, Tu-324, Tu-334, Be-200, EV-55, L-15, L-39M und in den Hubschraubern Mi-26, Mi-2M, Ka-226.
Murawtschenko starb an einer chronischen Lungenerkrankung. An der Trauerfeier nahmen Kollegen, Mitarbeiter, Kollegen aus der Russischen Föderation, der ukrainische Präsident Wiktor Juschtschenko und die ukrainische Ministerpräsidentin Julija Tymoschenko teil.

## Ehrungen (Auswahl)
- Medaille „Für heldenmütige Arbeit“ (1966)[2]
- Jubiläumsmedaille „Zum Gedenken an den 100. Geburtstag von Wladimir Iljitsch Lenin“ (1970)[2]
- Orden des Roten Banners der Arbeit (1971)
- Orden der Oktoberrevolution (1981)
- Verdienstorden (Ukraine) II. Klasse (1999), I. Klasse (2005)[2]
- Held der Ukraine (2002)[2]
- Orden der Freundschaft (Russland) (2004)
- Orden des Fürsten Jaroslaw des Weisen V. Klasse (2009)[2]
- Orden der Ehre (Russland) (2009)
- Mitglied der Ukrainischen Akademie der Wissenschaften[6]